# Абу Нувас
Абу́ Нува́с, полное имя Абу́ Нува́с эль-Ха́сан ибн Хани́ эль-Хаками́ (араб. أبو نواس الحسن بن هانئ الحكمي‎  ; середина VIII века — между 813 и 815) — арабский поэт эпохи Харуна ар-Рашида и аль-Амина.

## Биография

### Ранние годы жизни и начало творчества
Абу Нувас был выходцем из бедной семьи вольноотпущенника (мавла), то есть обращённого в рабство жителя завоёванной арабами области, принявшего ислам, а позднее получившего свободу и ставшего наёмным солдатом в войсках последнего омейядского халифа — Марвана II. Мать Абу Нуваса была персиянкой и зарабатывала на жизнь мытьём шерсти. Абу Нувас родился в селении Ахваз в области Хузестан. В разных источниках год его рождения варьируется от 747 до 762 года. Детские годы провёл в Басре, трудясь в лавке торговца благовониями, для которого собирал ароматические травы.
Абу Нувас никогда не знал своего отца, Хани, который был солдатом в армии Марвана II. Некоторые говорят, что он родился в Басре другие утверждают, что в Дамаске или в Ахвазе. Абу Нувас эмигрировал в Багдад, возможно, в компании Валибы ибн аль-Хубаба, и вскоре стал известен своей остроумной и юмористической поэзией, которая касается не традиционной темы пустыни, но городской жизни и радостей винопития, наполнена грубым юмором. Его труды включает в себя стихи об охоте, сексуальном влечении к женщинам и мальчикам, а также панегирики его покровителям. Любимыми темами его сатиры были сексуальная пассивность мужчин и сексуальная несдержанность женщин. «Любовные» симпатии Абу Нуваса сменяются резкой антипатией к лесбийской любви, он часто пишет с издёвкой об этом явлении, воспринимая его как нелепость. Поэт любил шокировать общество и открыто писал о вещах, которые были запрещены в исламе. Возможно, он был первым арабским поэтом, который открыто написал о мастурбации.
Исмаил ибн Наубахт сказал об Абу Нувасе: «Я никогда не видел человека образованней, чем Абу Нувас, никого, кто имел бы столько книжных шкафов и так много книг».
В VIII—IX веках Басра была одним из главных центров арабской филологии, и здесь Абу Нувас свёл знакомство с учёными-филологами, которые помогли получить широкое для того времени образование. Здесь же он встретился с поэтом Валибой ибн аль-Хубабом. Стать учеником Валибы, стихи которого были широко известны за пределами его родного города Куфы, было для Хасана большой удачей: здесь он мог познакомиться с искусством стихосложения слушая уроки своего учителя, записывая его стихи, присутствуя на поэтических состязаниях. Он же ввёл его в компанию «золотой молодёжи». В этом обществе поэт проводил время сначала в Басре, позднее в другом центре арабской культуры — Куфе и в столице халифата — Багдаде. Здесь он был замечен и приближен ко двору прославленным покровителем поэзии халифом Харун ар-Рашидом. В качестве придворного панегириста Абу Нувас сочинял панегирики, прославляя представителей правящей династии и других высокопоставленных лиц империи.
Далеко не всегда Абу Нувас находился в радужном настроении легкомысленного прожигателя жизни, в его стихах звучит раздумье о несовершенстве мироздания, человеческих страданиях и социальной несправедливости.
Удивительное сочетание в поэзии Абу-Нуваса религиозного свободомыслия, порой переходящего в отрицание основных догматов ислама, скептицизма, иногда доходящего до цинизма, и эпикурейского утверждения чувственных радостей наряду с грустными размышлениями о бытии и земных наслаждениях перед лицом смерти, было связано не столько с естественным возрастным развитием его мироощущения, сколько со структурой средневекового поэтического искусства, в котором один и тот же поэт мог одновременно работать в разных жанрах, составлять элегии, проникнутые разочарованием в жизни, ядовитые сатиры и стихи, воспевающие любовь, вино и застольные радости.
Именно такое жанровое разнообразие: хамрийят, тардийят, хиджа и любовная лирика, васфи, мадхья, риса, зухдийят, часто встречается читателю при знакомстве с творчеством Абу Нуваса.
Некоторые средневековые критики, и среди них выдающийся прозаик и филолог Аль-Джахиз, увлекались в первую очередь стилистическими достоинствами поэзии Абу Нуваса. «Я не видел человека, — говорил Аль-Джахиз, — который бы лучше знал язык, чем Абу Нувас, мог красивее складывать слова и лучше избегал бы неблагозвучия языка». Другие в первую очередь ценили в нём новые и оригинальные поэтические идеи.
Абу Нувас вёл весьма легкомысленный образ жизни, и, несмотря на снисходительное отношение покровителей, за дурное поведение его неоднократно заключали в темницу. Стихи Абу Нуваса были доступны в то время каждому — они были легки для понимания, отличались яркой образностью и написаны понятным, без редких и устаревших слов языком. Все средневековые авторы, писавшие об Абу Нувасе, подчёркивают — кто сочувственно, а кто осуждающе — его любовь к простонародью.
Это время было золотым веком арабской культуры и науки, а Багдад был крупнейшим городом в тогдашнем мире. Абу Нувас возможно надеялся снискать расположение нового халифа, который, в отличие от своего жестокого предшественника, считался просвещённым правителем.
Во времена Абу Нуваса в среде багдадской придворной знати традиционный запрет ислама на употребление вина был фактически забыт. Аббаситские халифы Харун ар-Рашид и аль-Амин в своих багдадских резиденциях постоянно устраивали шумные пиршества, в чём им старались подражать многочисленные придворные и богатые горожане. Винные лавки закрывались лишь на время поста.
Абу Нувас был вынужден бежать в Египет на какое-то время, после того как он написал элегическое стихотворение, восхваляющее Бармекидов, свергнутых и убитых Гаруном аль-Рашидом. Абу Нувас вернулся в Багдад в 809 году после смерти Харуна ар-Рашида. Последующее восшествия на престол Мухаммеда аль-Амина, двадцатидвухлетнего сына Харуна ар-Рашида (и бывшего ученика Абу Нуваса) была удачей для поэта. Одно из известных своих сочинений — стихотворение Касида , он сочинил в честь аль-Амина. Последние годы жизни Абу Нувас провёл в Багдаде в качестве придворного поэта халифа аль-Амина. Современники поэта, постоянно порицавшие его за распущенность, единодушно отмечали широкую образованность Абу Нуваса, глубоко разбиравшегося в медицине, астрономии и других науках.

### Изгнание и тюремное заключение
Абу Нувас был вынужден на время бежать в Египет после того как он написал хвалебные элегические стихи для знатного персидского семейства Бармакидов, могущественной семьи, которая подверглась репрессиям халифа Харуна ар-Рашида. Он вернулся в Багдад в 809 году после того как Харун ар-Рашид умер. Большинство учёных считают, что Абу Нувас написал большинство своих стихов во время последующего правления аль-Амина. Самой известной панегирической элегией поэта является произведение, составленное в честь аль-Амина. Современник поэта, Абу Хатим аль Мекки, часто говорил, что в этих произведениях Абу Нуваса скрыт глубокий смысл.
Тем не менее, Абу Нувас был заключён в тюрьму, когда известие о пьяном распутстве поэта переполнило чашу терпения аль-Амина. Было указано, что секретарь аль-Мамуна Зонбор обманом побудил пьяного Абу Нуваса написать сатиру, содержащую высказывание сатирического характера о имаме Али. Зонбор затем читал стихотворение публично, чтобы продолжить тюремное заключение Абу Нуваса. По разным данным, Абу Нувас либо умер в тюрьме, либо был отравлен Исмаилом ибн Абу Сахлем.
Позже у некоторых современников составилось мнение, что в тюрьме Абу Нувас раскаялся в совершённых дурных поступках и стал глубоко религиозным человеком. В то же время другие считали, что стихотворное раскаяние было написано исключительно с целью получения от халифа помилования.

## Творчество
Поэтическое наследие Абу Нуваса очень велико. Его перу принадлежат стихи всех традиционных жанров, кроме того, он считался создателем особого жанра охотничьих стихов — тардийят. Славу ему принесли его хамрийят — стихи о вине. Это обычно длинные многосюжетные стихотворения со сложной композицией.
Для любовной лирики Абу Нуваса свойственно употребление множества деталей, применение разнообразных метафор, риторических оборотов и прочих поэтизмов. В лирических стихотворениях сохраняется диалог, ни в чём не нарушается живой поток речи.
Источником вдохновения Абу Нуваса стала традиционная персидская культурная традиция. В его стихах встречаются имена персидских исторических и фольклорных героев, описание обычаев и традиций зороастризма. Его произведения дают основание предполагать, что он принадлежал к Шуубии — культурно-политическому течению, выступавшему за освобождение персидских народов из-под власти арабского Халифата.
Противник бедуинского «псевдоклассицизма», он является виднейшим представителем «нового стиля», отразившего более утончённые формы быта и настроения богатого горожанина в период превращения халифата из замкнутого арабского государства в державу международного значения. Во многих стихах Абу Нуваса высмеивается почти весь набор штампов древнеарабской поэзии: оплакивание истлевших остатков бедуинских шатров, «бедуинские» женские имена Лейла, Хинд, Асма… и множество других. Только в панегириках поэт старался следовать традиционному канону.
Средневековый литератор Ибн Джинни говорит, что «Абу Нувас знал наизусть 700 урджуз». Будучи прославленным поэтом, Абу Нувас убеждал своих учеников в необходимости досконально знать старую поэзию — неиссякаемую сокровищницу образов. Он говорил: «Приобретайте знания — это мудрость». Правда, после того как ученики демонстрировали свои знания в этой области, он требовал, чтобы они «забыли всё, что выучили наизусть». Это означало, что он против слепого подражания штампам, а отнюдь не против самой старой поэзии.
Его песни собраны некоторыми арабскими учёными в «Диван» (сборник): изданы в немецкой обработке Кремером (Вена, 1855). Европейские исследователи называют Абу Нуваса «арабским Анакреонтом» и «арабским Гейне». Чувственность нашла немалое отражение в его творчестве; но среди чувственных и просто порнографических любовных стихотворений выделяется цикл нежных и изящных песен, посвящённых невольнице Джинане.
Абу Нувас применяет в своей поэзии новый стиль «бади», то есть поэтические тропы и фигуры красноречия — метафоры, противопоставления и звуковое уподобление, что послужило переходом к новой ступени в осознании литературного творчества. В своих стихах Абу Нувас стремился сравнить в немногих словах как можно больше вещей. Его творчество считалось образцом «лучшего сравнения». «Ничего не добавишь и ничего не выкинешь» — отличительная особенность стиля Абу Нуваса.
Будучи представителем гедонизма в своей поэзии, Абу Нувас, согласно преданиям, переносил идеалы своей поэзии в жизнь, вёл жизнь крайне легкомысленную и беспутную; об его любовных и пьяных похождениях, ещё в своё время ставших легендарными, рассказывают «Тысяча и одна ночь» и специальные сборники фривольных стихов и анекдотов. Значительная часть этих анекдотов представляет собой бродячие сюжеты.
Развивая традиции других поэтов, которые включали в свои касыды строки, посвящённые вину, Абу Нувас создал самостоятельный жанр поэзии вина — хамрийят, составив множество «винных» стихов. Персидские поэты довольно поздно стали использовали тему вина в своих стихах, и только в качестве метафорического символа, но для Абу-Нуваса это была тема для выражения сексуальной свободы и приятного времяпрепровождения.
Он изображал события с юмористическим реализмом, который основывался на его личном жизненном опыте, признавал свои грехи с поразительной откровенностью, и писал, что он никогда в них не раскаивался, хотя и не рекомендовал, чтобы другие последовали его примеру. В ироническом тоне им были составлены панихиды для того времени, когда его собственное тело зачахнет от вредных привычек. Одно из своих стихотворений Абу Нувас закончил заявлением, что он вовсе не думает, что его грехи будут выявлены Богом, потому что они слишком несущественны для Бога, чтобы обращать на них хоть какое-то внимание.
При чтении поэзии Абу Нуваса, следует учитывать факт, что большинство арабских поэтов гораздо больше, чем западные поэты были заинтересованы в разумных формулировках в своих стихах, чем в фактическом следовании высказанным идеям. Таким образом, от них можно ожидать преувеличение.
Непременной принадлежностью арабской поэзии является большое количество жанровых зарисовок: разговор с виноторговцем, сценки в погребке — мотивы, которые позднее становятся постоянными в арабском мошеннической новелле — макам. Диалог в стихах этого жанра Абу Нуваса играет ещё большую роль, чем в его любовной лирике, отличаясь живостью, большим количеством прозаизмом и просторечивой лексики. Многие «винные» стихи были популярны, потому что в них преобладала простота языка, радостное видение мира, непосредственность. Свежесть и мягкий юмор говорят о тесной связи творчества Абу Нуваса с народной традицией и о влиянии средневековой арабской народной поэзии, в которой использовались разговорные арабские диалекты, и в которой на каждом шагу встречаются образы, подобные созданным Абу Нувасом. Недаром на празднованиях в Египте несколько веков назад самыми популярными и любимыми были песни на слова Абу Нуваса. «Винные» стихи Абу Нуваса заучивали наизусть, записывали и пели. Они были популярны благодаря своей лёгкости, ясности и богатой образности. Казалось бы, жанр винной поэзии не так уж и богат поэтическими идеями и мастер этого жанра обречён неизбежно повторяться. Тем не менее, Абу Нувас каждый раз находил новые свежие и неожиданные образы. Он сумел преодолеть в поэзии классическое однообразие и сделать стих лёгким и изящным.
В сатире (хиджа) Абу Нувас использует перевёрнутый образ — это распространённый приём нового стиля для придания стиху иронической окраски. Поэт был мастером перехода от серьёзного до шуточного и от шутливого до серьёзного. Аль-Исфахани проводил параллели между сатирой Абу Нуваса и Абу Дулямы.
Для любовной лирики Абу Нуваса свойственно употребление множества деталей, применение различных метафор, риторических и иных поэтизмов. В лирических стихах сохраняется диалог, ни в чём не нарушается живой поток речи. Автор пытается дать речевую характеристику героям. Лирический герой наделён определёнными чертами. Образ его постепенно вырисовывается при чтении стихов, причём каждый стих добавляет новую деталь, открывает новые стороны натуры или поведения. В результате создаётся целостный образ героя, воплощённый в самом поэтическом сюжете и наделённый устойчивой портретно-биографической и психологической характеристикой.
Многие стихи Абу Нуваса напоминают рубаи. Он первый вводит строфическую форму с определённым количеством и расположением строк.
Зухдийят Абу Нуваса насыщен поэтизмами и имеет строгий подбор слов. В этом жанре он использует приём противопоставления — излюбленный приём, который присущ только поэтам «нового стиля».
Поэта ценят не только как великого мастера слова, весёлого и остроумного человека, но и как вольнодумца, сыгравший большую роль в дискредитации догм и установления ислама, в подготовке атмосферы оживлённой светской культурной жизни, возникшей в Багдаде и других городах средневекового арабо-мусульманского государства — Халифата в IX—XI веках. Этот период называют иногда «возрождением».

## Наследие и память
Абу Нувас считается одним из великих представителей классической арабской литературы. Его влияние просматривается в творчестве многих поэтов и писателей более позднего периода, в частности, Омара Хайяма и Хафиза Ширази. Гедонистическая карикатура на Абу Нуваса появляется в сказках «Тысяча и одна ночь». Среди его самых известных стихотворений те, которые высмеивают «Древнюю Аравию», ностальгию по жизни бедуинов, и восторженно хвалят современную жизнь в Багдаде, как яркий контраст быту кочевников.
Поэтическое наследие Абу Нувас очень велико. Его перу принадлежат стихотворения всех традиционных жанров, кроме того, он считался создателем особого жанра охотничьих стихов — тардийят, поскольку до того описания охоты присутствовали только в качестве составного элемента касыды. По сути тардийят — это не единственный жанр, в котором сказывается серьёзное отношение поэта к древней традиции и где трудно уловить какую-либо иронию, явную или скрытую. Поэт искренне любуется широкими просторами холмистых степей, по которым несётся стая антилоп, преследуемых быстрым псом, соколами, гепардом, а также своим умением описать увиденное в красноречивом арабском стиле — ведь охотничьи стихи относятся по широкой классификации к разряду васфи — описательных стихов, которые были в то время показателем поэтического мастерства.
Его свобода выражения мнений, особенно по вопросам, запрещённых исламскими нормами морали, продолжают волновать религиозных цензоров. Его произведения находились в свободном обращении без купюр до XX века, и только в 1932 году в Каире появилось первое издание его работ, которое подверглось цензуре.
Аль-Хатиб аль-Багдади, автор истории Багдада, пишет, что Абу Нувас похоронен на кладбище Шинизи в Багдаде. В городе есть несколько мест, названных в честь поэта. Улица имени Абу Нуваса проходит вдоль восточного берега Тигра, который был когда-то местом выставок и театральных зрелищ. В Багдаде также находится парк имени Абу Нуваса на 2,5-километровом участке между Джумхурией, парк тянется к реке в Каради возле моста «14 июля».
В 1976 году в честь Абу Нуваса был назван кратер на Меркурии.

## Переводы и литературоведение
Огромный объём трудов Абу Нуваса до сих пор остаётся непереведённым с арабского. Даже на английский язык переведены только основные работы Абу Нуваса. В биографическом исследовании Инграмса (W.H. Ingrams) от 1933 года, «Abu Nuwas in Life and Legend» («Абу Нувас в жизни и легендах») сведения об Абу Нувасе разделены на три части: личные, апокрифические, и мифические. Две другие авторитетные работы об Абу Нувасе: Рейнольд Никольсон (Reynold A. Nicholson) «A Literary History of the Arabs» («История литературы арабов», 1 ред. — 1907; 2 ред. — 1930); Филипп Хитти (Philip K. Hitti) «The History of the Arabs» («История арабов», 1937; восьмая редакция — 1963 год). В обоих этих произведениях об Абу Нувасе видно отношению к нему современников. Также известен труд Джеймса Критцека (James Kritzeck) «Anthology of Islamic Literature from the Rise of Islam to Modern Times» («Антология исламской литературы от возникновения ислама до наших дней», 1966).

### Издания
- Абу Нувас // Арабская поэзия средних веков / Пер. М. П. Кудинова, Б. Я. Шидфар; сост. И. М. Фильштинский. — М.: Художественная литература, 1975. — С. 183—240. — 768 с. — (Библиотека всемирной литературы). — 303 000 экз.
- Абу Нувас. Лирика / Пер. С. В. Шервинского. — М.: Художественная литература, 1975. — 224 с. — 25 000 экз.
- Абу Нувас. Стихи // Из классической арабской поэзии / Пер. С. В. Шервинского. — М.: Художественная литература, 1979. — С. 129—309. — 320 с. — 25 000 экз.
- Абу Нувас // Поэты Востока / Пер. М. А. Курганцева. — М.: Наука (ГРВЛ), 1987. — 334 с. — 10 000 экз.

### Биографии и исследования
- Шидфар Б. Я. Абу Нувас. — М.: Наука, 1978.
- Абу Нувас и Омар ибн Рабиа — два жанра арабской классической поэзии
- Ислам: Словарь атеиста. — М.: Политиздат, 1988. — С. 24—25.
- Philip F. Kennedy. The Wine Song in Classical Arabic Poetry: Abu Nuwas and the Literary Tradition., Open University Press (1997) (англ.)
- Philip F. Kennedy. Abu Nuwas: A Genius of Poetry, OneWorld Press (2005) (англ.)
- M. Lazar, N. Lacy. The care and feeding of gazelles — Medieval Arabic and Hebrew love poetry. (англ.)
- George Mason. Poetics of Love in the Middle Ages, University Press, (1989) (англ.)
- Esat Ayyıldız. «Ebû Nuvâs’ın Şarap (Hamriyyât) Şiirleri». Bozok Üniversitesi İlahiyat Fakültesi Dergisi 18 / 18 (2020): 147—173.